# 小松行正
小松 行正（こまつ ゆきまさ / ゆきただ、1862年6月8日（文久2年5月11日）- 1908年（明治41年）11月10日）は、明治期の政治家、奈良華族。貴族院男爵議員。旧名・平松時韶、別名・平松行正。

## 経歴
山城国京都で侍従・平松時言の八男として生まれる。奈良華族・小松家当主、小松八十子（小松行敏長女）の入夫となり、1885年（明治18年）3月2日に家督を継承。同年5月2日、男爵を叙爵した。
1882年（明治15年）外務属となる。1890年（明治23年）7月10日、貴族院男爵議員に選出され、1897年（明治30年）7月9日まで1期在任した。
1899年（明治32年）8月11日、協議により入夫離婚して生家の平松家に復籍し、その後に分家した。

## 親族
- 妻：八十子（離縁）
- 男子：行一（男爵、侍従、鎌倉宮宮司）[1]
- 長女：祐厚（旧名・直子、平松時厚養女、青山善光寺住職）[7]
- 二女：誠厚（旧名・貞子、平松時厚養女、感応寺住職）[7]